# Голибесовское княжество
Голибесовское княжество — древнерусское княжество, выделившееся из состава Стародубского княжества в начале XV века, в период феодальной раздробленности на Руси. Его центром было село Голибесово.

## История
Голибесовское княжество возникло в начале XV века и досталось Ивану Фёдоровичу Лапе, третьему сыну князя стародубского Фёдора Андреевича.
Тем не менее, вероятно что Иван Лапа был и последним голибесовским князем — его сыновья Михаил и Василий Голица уже не считались удельными князьями.
От князей Голибесовских (Галибесовский, Голобесовских) происходят рода Гагариных и Небогатых.

## Князья Голибесовские
| №                                | Имя                        | № отца | Примечания                                                                                              |
| -------------------------------- | -------------------------- | ------ | --- |
| 1                                | Иван Федорович Лапа        |        | Родоначальник, жил в начале XV, прозывался Лапа Голибесовский                                           |
| 2                                | Михаил Иванович            | 1      | |
| 3                                | Василий Иванович Небогатый | 1      | Имел также прозвание Голица, родоначальник князей Небогатые.                                            |
| 4                                | Фёдор Михайлович           | 2      | Пожалован поместьем в Пскове, продолжатель княжеского рода Голибесовские.                               |
| 5                                | Константин Михайлович      | 2      | Бездетный.                                                                                              |
| 6                                | Василий Михайлович Гагарин | 2      | Родоначальник князей Гагариных.                                                                         |
| 7                                | Юрий Михайлович Гагарин    | 2      | Родоначальник князей Гагариных.                                                                         |
| 8                                | Иван Михайлович Гагарин    | 2      | В 1551 году показан наместником и воеводой Новгород-Северского, в этом же году ходил в поход к Полоцку. |
| 9                                | Андрей Фёдорович           | 4      | Испомещён в Пскове.                                                                                     |
| 10                               | Иван Фёдорович Большой     | 4      | Имел прозвание Поярок, находился на поместье в Пскове.                                                  |
| 11                               | Иван Фёдорович Средниц     | 4      | Имел прозвание Ушатой, находился на поместье в Пскове.                                                  |
| 12                               | Иван Фёдорович Меньшой     | 4      | Имел прозвание Одинец, служил новгородскому архиепископу.                                               |
| 13                               | Григорий Андреевич         | 9      | |
| 14                               | Бурнаш Андреевич           | 9      | |
| 15                               | Пётр Андреевич             | 9      | Имел прозвание Третьяк.                                                                                 |
| 16                               | Юрий Андреевич             | 9      | |
| 17                               | Владимир Иванович          | 10     | |
| 19                               | Андрей Иванович            | 11     | Псковский помещик.                                                                                      |
| Княжеский род Голибесовских угас |                            |        | |

Жена князя Дмитрия Васильевича Небогатого-Голибесовского - княгиня Ефросинья Дмитриевна упоминается в 1517 году.